# Las águilas marinas de Momotarō
Las águilas marinas de Momotarō (桃太郎の海鷲 Momotarō no Umiwashi?) es una película animada propagandística japonesa producida en 1942 por el estudio Geijutsu Eigasha y estrenada el 25 de marzo de 1943. Con una duración de 37 minutos, no llega por poco a ser un largometraje. Tampoco habría sido el primer largometraje de animación de Asia de todas formas, ya que la película china Tiě shàn gōngzhǔ (La princesa del abanico de hierro), de 1941, tenía una duración de 65 minutos.
Con Momotarō, el conocido niño melocotón del folclore japonés, como protagonista, esta película estaba orientada a un público infantil. Cuenta la historia de una unidad naval que consta del propio Momotarō (capitán de un portaaviones) y de varias especies animales que representan a las razas del Extremo Oriente que luchan juntas por un objetivo común. En una dramatización del ataque de Pearl Harbor, esta unidad ataca a los demonios de la isla de Onigashima, que representan a los estadounidenses y británicos, demonizados por la propaganda japonesa. La película emplea metraje auténtico del ataque de Pearl Harbor. A pesar de su descarado carácter propagandístico, tuvo gran éxito entre el público infantil.
Existe una secuela, Momotarō, dios de las olas (1945), que, con 74 minutos de duración, se considera el primer largometraje animado japonés.

## Curiosidades
La flota enemiga viene dirigida por un personaje de gran parecido con Brutus, antagonista de Popeye, que aquí corre de un lado para otro huyendo de los ataques japoneses.